# Louis-Lucien Klotz

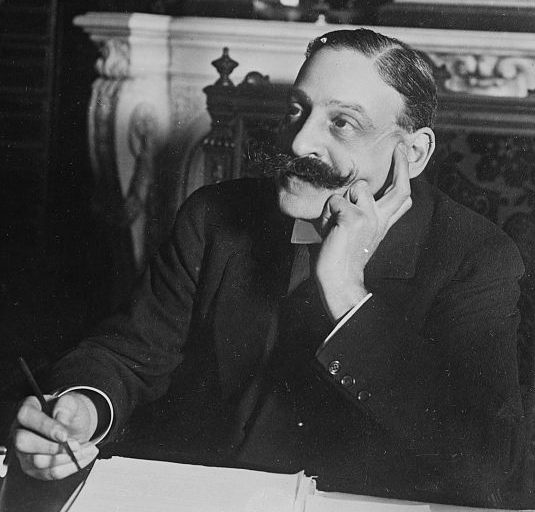
Louis-Lucien Klotz.

Louis-Lucien Klotz, född 11 januari 1868 i Paris, död 15 juni 1930 i Paris, var en fransk advokat, journalist och politiker.
Klotz blev deputerad 1898 och specialiserade inom politiken på tull- och finansärenden. 1910-13 var han finansminister, med kortare avbrott 1911 och 1913 inrikesminister. Under första världskriget tjänstgjorde han en tid som officer i reserven. Klotz var 1917-20 finansminister i Raymond Poincarés och Georges Clemenceaus regeringar och deltog i Pariskonferensen och Versaillesfreden. Mest känd blev han för parollen det skall tyskarna betala och den lättsinniga optimism, varmed han bedömde Frankrikes finansiella läge, då han avslöt det ruinerande avtalet om Frankrikes övertagande av de resterande amerikanska krigsförråden. Senare kom Klotz på ekonomiskt obestånd och handhade även sina privata affärer med stort lättsinne, vilket ledde till att han ställdes inför rätta för sina förehavanden.